# مجلس المياه

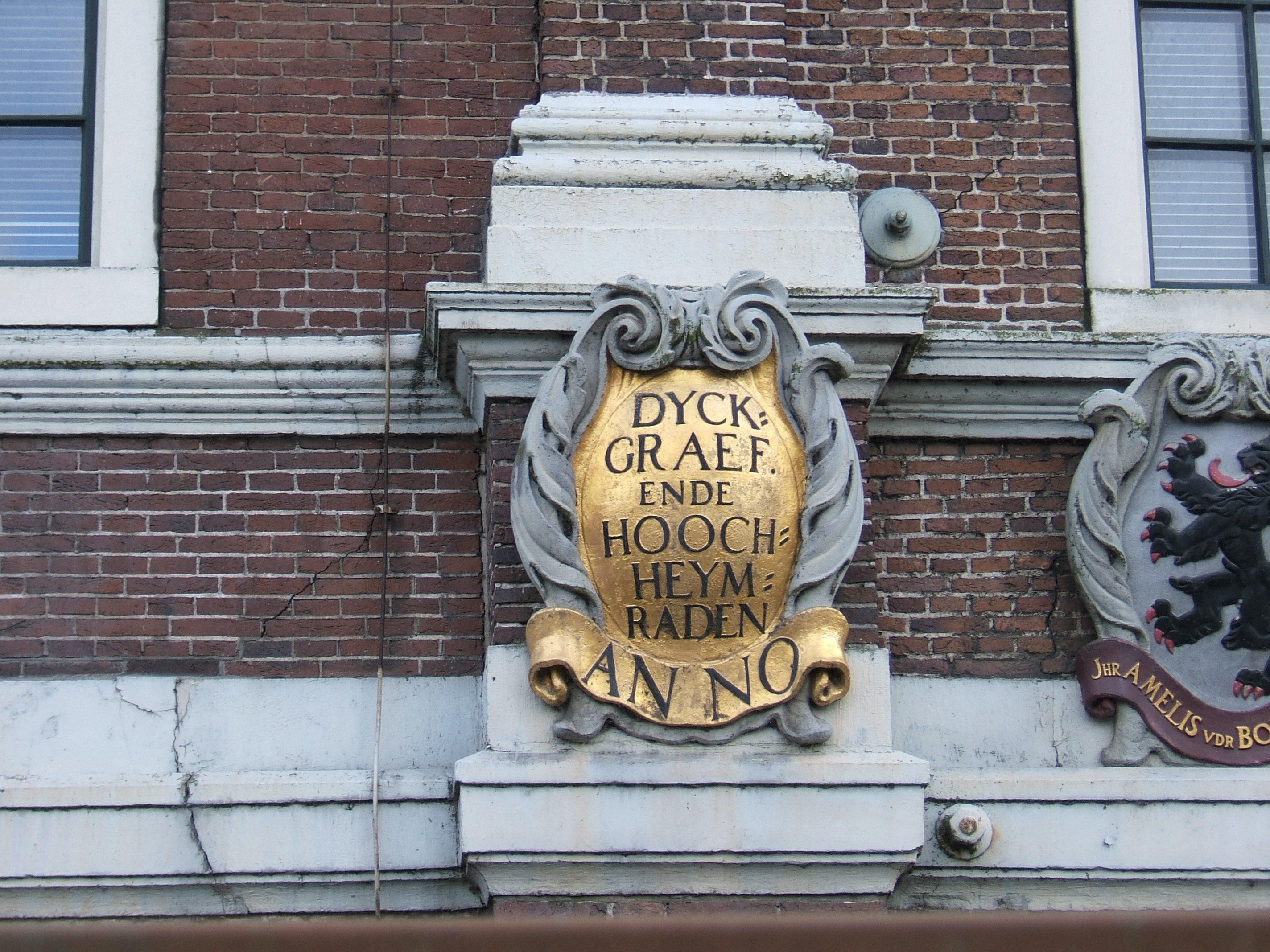
لوحة حجرية ملونة على مبنى مجلس المياه 1645م بمدينة هالففيخ

مجالس المياه الهولندية (بالهولندية: waterschappen أو hoogheemraadschappen) هي هيئات حكومية إقليمية مهمتها إدارة الحواجز والمجاري المائية، ومستويات المياه ونوعيتها، ومعالجة الصرف الصحي في مناطقها. وسلطات المياه الإقليمية هذه من بين أقدم أشكال الحكومة المحلية في هولندا، وبعضها تم تأسيسه في القرن الثالث عشر الميلادي.

## قائمة بمجالس مياه هولندا

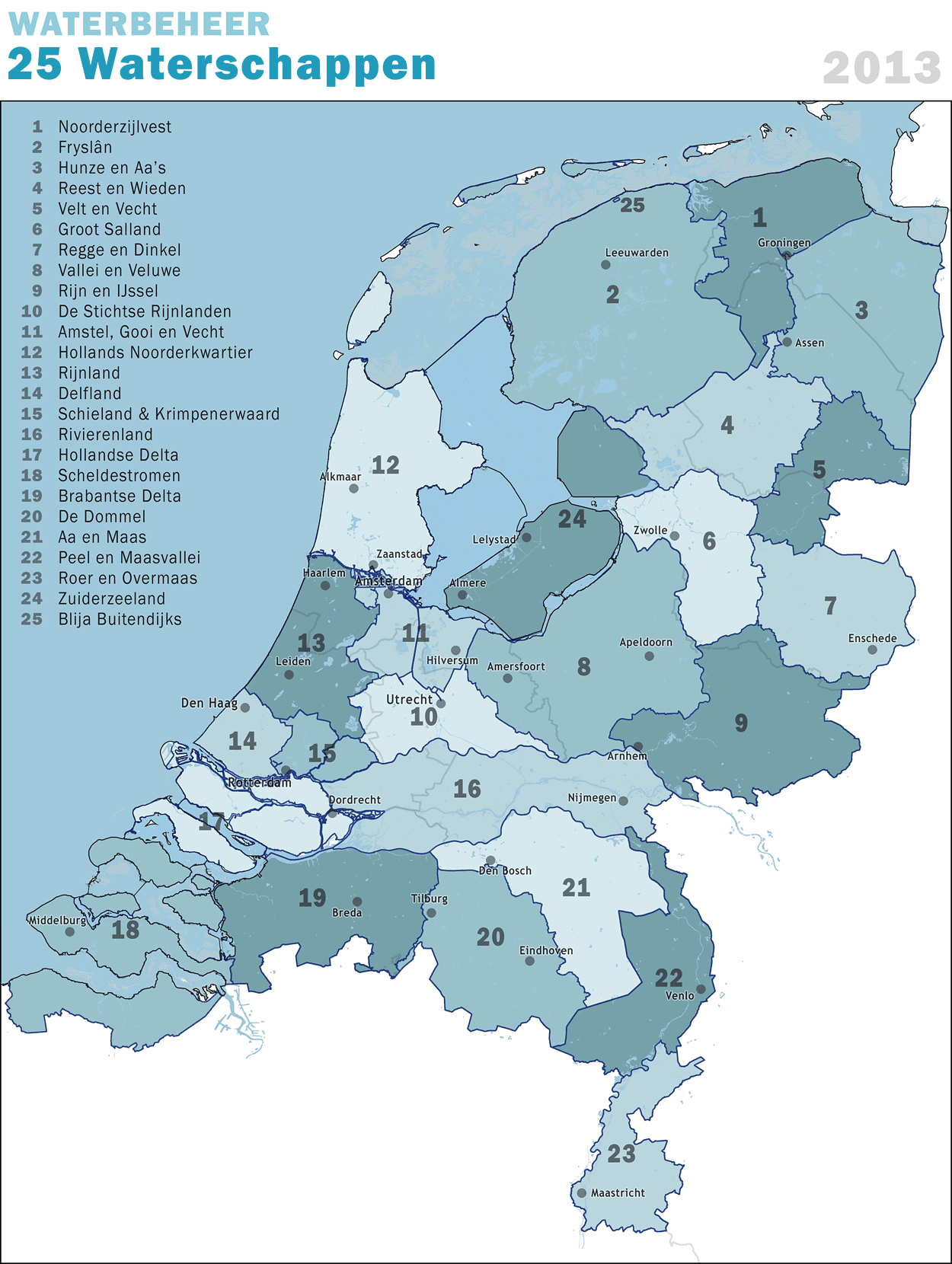
مجالس المياه الهولندية ال25